# Cumbre del Néguev
La Cumbre de Néguev fue una reunión cumbre en la que el Ministro de Relaciones Exteriores, Yair Lapid, se reunió por primera vez en Israel con el Secretario de Estado de los Estados Unidos, Anthony Blinken, junto a otros cuatro ministros de Relaciones Exteriores de países árabes en el marco de la Alianza árabe-israelí contra Irán.
A la cumbre asistieron los Ministros de Relaciones Exteriores de Abdullah Ben Zayed, de los Emiratos Árabes Unidos, al-Ziani de Baréin, Sameh Shukri de Egipto y Nasser Burita, de Marruecos. El encuentro tuvo lugar en el Hotel Kedma en Sde Boker (un kibutz en el Néguev, de ahí el nombre del evento), y fue inaugurado el 27 de marzo de 2022. El evento principal fue llevado a cabo al día siguiente. El propósito de la cumbre fue una demostración de un frente político y de seguridad unido contra Irán, en el contexto de la lucha contra la renovación de un acuerdo nuclear por parte de las potencias P5 + 1 e Irán, así como también en contra de la agresión de Irán en todo el Medio Oriente.

## Contexto
La reunión fue organizada por el canciller Yair Lapid y su objetivo principal fue establecer una alianza internacional contra el programa nuclear iraní, pero Anthony Blinken antes de llegar a Israel solicitó que se pueda incluir en las conversaciones de que también se hable de la invasión rusa de Ucrania y examinar la asistencia militar de Israel a Ucrania. Inicialmente, la idea era reunir a la mayor cantidad posible de países de los Acuerdos de Abraham, para fortalecer y profundizar los lazos. A ellos se les unió sin planearlo el ministro de Relaciones Exteriores de Egipto. Esto aconteció unos días después de que el Primer Ministro de Israel, Naftali Bennett, visitara Egipto. También se le ofreció al ministro de Relaciones Exteriores de Jordania unirse a la conferencia, pero en ese momento sostuvo una serie de reuniones en Kuwait.

## El curso de la cumbre
Durante la cumbre, se produjo un atentado en Hedera en el que dos terroristas árabe-israelíes asesinaron a dos policías fuera de servicio. Los terroristas fueron repelidos y muertos a tiros por combatientes del YMS. El cancillerrYair Lapid actualizó a los participantes de la cumbre sobre los detalles del ataque y todos sus participantes condenaron el atentado unánimemente.